# Protolith
Protolith (aus dem altgriechischen πρωτο (prōto) ‚der erste‘, und λίθος (líthos) ‚der Stein‘) ist das Ursprungsgestein oder Ausgangsgestein für einen Prozess der Gesteinsmetamorphose, bei dem ein metamorphes Gestein (Metamorphit) entsteht. Der Protolith kann dabei ein Sedimentgestein, ein magmatisches Gestein oder bereits selbst ein Metamorphit sein. Die Identifizierung und Charakterisierung von Protolithen gehört zum Aufgabenbereich der Petrographie.

## Protolith-Nomenklatur
In der Nomenklatur metamorpher Gesteine ist es zulässig, ein Gestein mit einem Namen zu versehen, welcher auf die Natur des Ausgangsgesteins Bezug nimmt (Beispiele: Metakonglomerat, Metabasalt, Metagranit). Dies ist zweckmäßig, wenn die strukturellen und mineralogischen Merkmale des Ausgangsgesteins so weit erhalten sind, dass sie auch im metamorphen Produkt dominant in Erscheinung treten. Nachteilig ist, dass eine direkte Vergleichbarkeit mit anderen metamorphen Gesteinen anhand des Namens dabei mitunter nicht gegeben ist, wenn diese nach abweichenden nomenklatorischen Grundsätzen benannt sind.
Mitunter wird die Protolith-Nomenklatur auch in einem erweiterten Sinne verwendet, wenn das Ausgangsgestein nur summarisch einem bestimmten Typ von Gestein zugeordnet wird (Beispiel: Metabasit als Bezeichnung für einen der Metamorphose unterworfenen basischen Magmatit).
Ebenfalls in diesem Zusammenhang gehört die Benennung metamorpher Gesteine als Ortho- bzw. Parametamorphite (zum Beispiel: Orthogneis, Paragneis). Hierbei verweist die Vorsilbe Ortho auf einen magmatischen Protolithen, die Vorsilbe Para auf ein Sedimentgestein als Ausgangsmaterial des so bezeichneten Metamorphiten.